# Первое правительство Тополанка
Первое правительство Мирка Тополанка (чеш. První vláda Mirka Topolánka) — 8-е правительство Чешской Республики меньшинства во главе с Мирком Тополанком. Было приведено к присяге 4 сентября 2006 года. Не получило доверия парламента на заседании 3 октября 2006 года и подало в отставку.

## Общие сведения
Правительство Мирка Тополанка пришло на смену правительству Иржи Пароубка после очередных парламентских выборов. Правительство не получило доверия парламента и было вынуждено подать в отставку. На смену пришло новое правительство, в которое вошли представители христианских демократов и партии зелёных.

## Состав кабинета
| Министерство (должность)                                   | Имя                | Начало полномочий | Конец полномочий | Партия | Партия              |
| Председатель Правительства                                 | Мирек Тополанек    | 16 августа 2006   | 9 января 2007    |        | ODS                 |
| Вице-председатель, министерство труда и социальных дел     | Петр Нечас         | 4 сентября 2006   | 9 января 2007    |        | ODS                 |
| Министерство юстиции, председатель Законодательного совета | Иржи Поспишил      | 4 сентября 2006   | 9 января 2007    |        | ODS                 |
| Министерство внутренних дел                                | Иван Лангер        | 4 сентября 2006   | 9 января 2007    |        | ODS                 |
| Министерство регионального развития                        | Петр Гандалович    | 4 сентября 2006   | 9 января 2007    |        | ODS                 |
| Министерство здравоохранения                               | Томаш Юлинек       | 4 сентября 2006   | 9 января 2007    |        | ODS                 |
| Министерство финансов                                      | Властимил Тлусты   | 4 сентября 2006   | 9 января 2007    |        | ODS                 |
| Министерство иностранных дел                               | Александр Вондра   | 4 сентября 2006   | 9 января 2007    |        | Беспартийный от ODS |
| Министерство культуры                                      | Мартин Штепанек    | 4 сентября 2006   | 9 января 2007    |        | Беспартийный от ODS |
| Министерство промышленности и торговли                     | Мартин Ржиман      | 4 сентября 2006   | 9 января 2007    |        | ODS                 |
| Министерство сельского хозяйства                           | Милена Виценова    | 4 сентября 2006   | 9 января 2007    |        | Беспартийная от ODS |
| Министерство образования, молодёжи и физической культуры   | Мирослава Копицова | 4 сентября 2006   | 9 января 2007    |        | Беспартийная от ODS |
| Министерство обороны                                       | Иржи Шедивый       | 4 сентября 2006   | 9 января 2007    |        | Беспартийный от ODS |
| Министерство транспорта                                    | Алеш Ржебичек      | 4 сентября 2006   | 9 января 2007    |        | ODS                 |
| Министерство окружающей среды                              | Петр Калаш         | 4 сентября 2006   | 9 января 2007    |        | Беспартийный от ODS |
| Министерство информатики                                   | Иван Лангер        | 4 сентября 2006   | 9 января 2007    |        | ODS                 |